# Rio Pardo (kommun)
Rio Pardo är en kommun i Brasilien.   Den ligger i delstaten Rio Grande do Sul, i den södra delen av landet, 1 700 km söder om huvudstaden Brasília. Antalet invånare är 37 602.
Följande samhällen finns i Rio Pardo:
- Rio Pardo

Omgivningarna runt Rio Pardo är huvudsakligen savann. Trakten runt Rio Pardo är nära nog obefolkad, med mindre än två invånare per kvadratkilometer.